# Тіна Самара
Тіна Самара (англ. Tina Samara; нар. 26 липня 1974) — колишня американська тенісистка.
Найвищу одиночну позицію світового рейтингу — 572 місце досягла 11 серпня, 1997, парну — 223 місце — 28 вересня, 1998 року.

## Фінали ITF
| Турніри $25,000 |
| Турніри $10,000 |

### Парний розряд: 7 (1–6)
| Результат | Ранг | Дата           | Турнір                                     | Покриття | Партнерка      | Суперниці                         | Рахунок       |
| --------- | ---- | -------------- | ------------------------------------------ | -------- | -------------- | --------------------------------- | ------------- |
| Поразка   | 1.   | 10 лютого 1992 | Свіндон, Велика Британія                   | Килим    | Джаклін Ґеллер | Лорна Вудрофф Жулі Пуллен         | 4–6, 4–6      |
| Поразка   | 2.   | 19 червня 1995 | Пічтрі-Сіті (Джорджія), США                | Тверде   | Стейсі Шеппард | Мелісса Бідмен Нікол Уменс        | 6–7(7), 1–6   |
| Поразка   | 3.   | 26 червня 1995 | Гілтон-Гед-Айленд (Південна Кароліна), США | Тверде   | Стейсі Шеппард | Джейн Чі Стефані Чі               | 3–6, 6–7(5)   |
| Перемога  | 1.   | 14 квітня 1997 | Елваш, Португалія                          | Тверде   | Анета Сукап    | Міріам Д'Агостіні Алісія Ортуньйо | 6–4, 7–5      |
| Поразка   | 4.   | 8 червня 1997  | Літл-Рок, США                              | Тверде   | Еріка Адамс    | Емі Дженсен Саманта Рівз          | 0–6, 4–6      |
| Поразка   | 5.   | 16 червня 1997 | Маунт-Плезант (Південна Кароліна), США     | Тверде   | Аманда Огастус | Кейрстен Еллі Ліза Андріяні       | 6–2, 3–6, 4–6 |
| Поразка   | 6.   | 23 червня 1997 | Грінвуд (Південна Кароліна), США           | Тверде   | Кейрстен Еллі  | Мелісса Бідмен Емі Дженсен        | 6–4, 2–6, 4–6 |